# Jasieniec (województwo lubuskie)
Jasieniec – wieś w Polsce, położona w województwie lubuskim, w powiecie międzyrzeckim, w gminie Trzciel.
| SIMC    | Nazwa     | Rodzaj      |
| ------- | --------- | ----------- |
| 0188050 | Jasieniec | osada leśna |

W latach 1975–1998 miejscowość administracyjnie należała do województwa gorzowskiego.
Z Jasieńca pochodzą medaliści igrzysk olimpijskich w zapasach Monika Michalik i Tadeusz Michalik.